# Gogoselachus lynnbeazleyae
Gogoselachus lynnbeazleyae — перша з відомих викопних акул з роду Gogoselachus. Мешкала 384–380 млн років тому у девонській період (формація Гого — звідси походить назва роду, власна назва надано на честь палеонтолога Лин Бізлі з університету Західної Австралії). Виявлено рештки в регіоні Кімберлі у 2005 році палеонтологами університету Фліндерса на чолі із професором Джоном Лонгом. Опис завершено у 2015 році. Були знайдені обидві гілки нижньої щелепи, фрагменти плечового пояса, підтримуючого грудні плавці, зяброві арки, близько 80 зубів і кілька сотень лусок.

## Опис
Загальна довжина досягала 75 см. Особливістю цієї акули було наявність кістків у хроящовому скелеті — призматичний кальцинований хрящ Gogoselachus lynnbeazleyae, на відміну від сучасного, мала між призмами зазори, заповнені кістковими клітинами. На думку дослідників від цієї акули розвивалися теперішні акули, які в процесі еволіції перетворилися на хрящових риб. Будово зубів була перехідною між примітивними рибами і сучасними акулами. В 1 ряду було 82 широких зуба з симетричними та асиметричними коронками. «Асиметричні» зуби були ширше за «симетричні». Луска була гладенькою, з увігнутою основою, широкі, ширина яких була більша за довжину. Ребра розташовувалися радіально.

## Спосіб життя
Мешкала серед рифів. Проте особливісті життя, полювання і живлення натепер досліджуються.

## Розповсюдження
Мешкала у тропічному морі, що існувала на території сучасної Західної Австралії.